# Lille Football gaélique
 (septembre 2016).
Lille Football Gaélique est un club de football gaélique français fondé en 2013 et situé à Lille, dans le département du Nord. Il est affilié à la Fédération de football gaélique en France ainsi qu'à la GAA. Le club prend part au Championnat de France, au Championnat Fédéral D2, ainsi qu'à la Ligue Centre-Ouest.
Depuis l'été 2021, le club propose également la pratique du hurling et du handball gaélique, en parallèle du football gaélique.

## Histoire
Le club est fondé en 2013 par deux Lillois ayant découvert le football gaélique lors d'un voyage en Irlande. Le club se constitue en association le 6 juin 2013 et s'associe à l'université de Lille 1 pour proposer ce sport comme pratique autonome à ses étudiants.[réf. nécessaire] Après 4 Cantons et le Mont-de-Terre, les entraînements réguliers se déroulent désormais au stade Youri Gagarine à Bois Blancs, à Lille.
Depuis sa création, le club est engagé dans le championnat fédéral de football gaélique. Durant les 10 premières années de son existence, le club confronté à des difficultés d'effectif est parfois contraint de participer aux manches de championnat en constituant une entente avec d'autres clubs. Cette tendance tend à s'estomper depuis 2021, le club alignant généralement seul des équipes complètes aux manches de championnat auxquelles il participe. 
À partir de 2023, l'équipe du club est invitée à participer à la Ligue Centre-Ouest (LCO) de football gaélique (regroupant les clubs d'Angers, Arthon, Le Havre, Le Mans, et Mondeville). Pour sa première participation en 2023, le club se classe à la quatrième place de la Ligue Centre-Ouest, remportée par Angers.
Lors d'un voyage organisé en octobre 2024 célébrant les 10 ans du club, Lille GAA joue son premier match au format 15 joueurs en Irlande contre une sélection de joueurs issus du club dublinois CLG Na Fianna. Malgré la défaite, l'équipe parvient à marquer et inquiéter par moments la formation irlandaise. Victor Vanoverschelde est le premier joueur lillois à marquer un but en terre irlandaise.

### Premier titre, et perspectives d'avenir
Le club remporte son premier trophée le 18 janvier 2025 en battant Mondeville à l'extérieur en finale de la LCO 2024-2025, s'imposant de deux points après prolongations sur le score de 3-13 (22) à 4-08 (20). Les Lillois menaient de 6 points à la mi-temps (1-08 à 1-02), avant de se faire rejoindre en seconde période (2-06 à 3-09), puis de reprendre l'avantage lors de la prolongation, pour ne plus le perdre. Au total, ce sont 21 joueurs qui portent le maillot lillois au cours de cette campagne « régionale ». Deux joueurs lillois reçoivent respectivement les trophées de meilleur joueur et meilleur jeune joueur de la finale.
- Phase de poules : 
  - Lille 0-06 - 3-07 Mondeville (au Havre)
  - Le Havre 0-05 - 1-04 Lille (au Havre)
  - Lille 2-04 - 1-01 Le Mans/Arthon (à Angers)
- Finale :
  - Mondeville 4-08 - 3-13 Lille (à Fontaine-Étoupefour)

Depuis sa création, l'équipe joue la grande majorité de ses rencontres officielles en déplacement. Le club reçoit pour la première fois de son histoire en tournoi officiel à l'occasion la première manche de la saison 2025 du championnat fédéral de football gaélique D2 le samedi 8 février 2025 à Lambersart, jouant ainsi devant son public pour la première fois de son histoire. Les Lillois se classent à la troisième place sur neuf équipes, derrière Toulouse et Bordeaux B.

## Identité visuelle
Le club arborait initialement comme couleurs dominantes le rouge et le blanc, qui sont associées à la ville de Lille. Le bleu vient compléter ces couleurs, en hommage à l'université Lille 1 et à Villeneuve d'Ascq, qui ont accueilli le club à ses débuts.[réf. nécessaire]
Le Lion des Flandres apparaît sur le blason et sur les maillots, la ville de Lille étant l'une des capitales historiques des Flandres (région transfrontalière), et la capitale de la Flandre française. Enfin, la Fleur de Lys, symbole de la ville de Lille, a été modifiée pour y intégrer un ballon traditionnel de football gaélique. Au dos du maillot, l'inscription « An Tuaisceart » (signifiant « Le Nord » en irlandais) prend place au-dessus du numéro, rappelant la position géographique de Lille en France.
Les couleurs du club évoluent ensuite vers le noir et or, choisies en rappel des couleurs présentes sur le drapeau de Flandre, et symbolisant les teintes d'une stout dans son verre. En 2024, le club se dote d'un second jeu de maillots blancs, reprenant la bande centrale noire aux liserés dorés. 

## Sports associés: hurling et handball gaélique
Bien que la majorité des licenciés du club pratique exclusivement le football gaélique, le club engage également des joueurs au sein d'ententes lors de tournois français ou européens de hurling. 
En handball gaélique, le club utilise lorsque les conditions climatiques le permettent le fronton de one-wall situé au Parc du Brondeloire à Roubaix. Le club est notamment représenté lors de l'Open de Toulouse en décembre 2024.